# Anthicus darlingtoni
Anthicus darlingtoni es una especie de coleóptero de la familia Anthicidae.

## Distribución geográfica
Habita en Haití.